# Великі Шалі
Великі Ша́лі (рос. Большие Шали, марій. Кугу Шале) — присілок у складі Моркинського району Марій Ел, Росія. Адміністративний центр Шалинського сільського поселення.

## Населення
Населення — 546 осіб (2010; 551 у 2002).
Національний склад (станом на 2002 рік):
- лучні марійці — 98 %